# کوریکان
کوریتیان (به مجاری:  Kurityán) یک شهرداری در مجارستان است که در ناحیه کازینتس‌بارتسیکا واقع شده‌است. کوریتیان ۷٫۵۴ کیلومتر مربع مساحت و ۱٬۷۹۲ نفر جمعیت دارد.